# 기가블래스터
《기가블래스터》(브라질 포르투갈어: GigaBlaster)는 2019년 6월 17일부터 글롭에서 방영된 브라질의 텔레비전 애니메이션이다.
시즌 2는 넷플릭스에서 2020년 7월 6일에 출시되었다. 시즌 3는 넷플릭스에서 2023년 5월 8일에 출시되었다. 시즌 4는 넷플릭스에서 2023년 10월 16일에 출시되었다.

## 출연진
- 이탈로 루이스 - 기가
- 마리아나 징크 - 루비
- 루이사 캐스패리 - 지기
- 알프레도 롤로 - 파파이 마네이로
- 넬슨 배스커빌 - 바르바 바바다
- 캐롤 발렌사 - 파다 도스 덴테스
- 주니어 난네티 - 메테오리토